# Oonops tucumanus
Oonops tucumanus là một loài nhện trong họ Oonopidae.
Loài này thuộc chi Oonops. Oonops tucumanus được Eugène Simon miêu tả năm 1907.